# Martin Thomsen (fodboldspiller, født 1982)
 For alternative betydninger, se Martin Thomsen. (Se også artikler, som begynder med Martin Thomsen)
Martin Thomsen (født 16. august 1982) er en dansk tidligere fodboldspiller og nu -træner, der er assistenttræner i Viborg FF. 
Martin er tvillingebror med Peter Thomsen, der også har spillet i Hobro IK.

## Karriere
Han startede med at spille fodbold i Valsgård IF 83 og rykkede i ynglingeårene til naboklubben Hobro IK. Her gjorde han sig så meget bemærket at superliga-klubben Viborg FF tilbød ham en 3-årig kontrakt i 2001. Det blev kun til 9. minutter i Superligaen, da han den 21. juli 2001 blev indskiftet da holdet mødte FC København i Parken

Sommeren 2003 blev han udlejet til den daværende 2. divisionsklub Skive IK på en 1-årig aftale. Viborg FF ophævede kontrakten med Martin Thomsen i sommeren 2004.

### Skive IK (2004-2013)
Efter kontrakten med Viborg FF blev ophævet skiftede han til Skive IK, hvor han spillede frem til januar 2013.
Højdepunktet i Martin Thomsens karriere kom i 2011, da han efter et forrygende forår sluttede 2010/2011-sæsonen af med 12 sæson scoringer, var stærkt medvirken til at Skive sluttede på en overraskende 4. plads i 1. division (fodbold). En præstation som ikke blev overset. Thomsen blev således kåret som årets spiller i 1. division af TV2 Sport foran profiler som Peter Graulund, Stephan Petersen og Simon Makienok Christoffersen.

### Hobro IK
På transfervinduets sidste dag den 31. januar 2013 skiftede Thomsen fra Skive IK til sin tidligere klub Hobro IK, der købte ham fri af kontrakten med skibonitterne. I sæsonen 2014-15 spillede Martin Thomsen alle 33 kampe med seks mål og to assister til følge.

### Silkeborg IF
Den 28. maj 2015 blev det offentliggjort, at Silkeborg IF havde hentet Martin Thomsen på en fri transfer og at Martin Thomsen havde skrevet under på en toårig kontrakt. Det blev offentliggjort den 16. december 2016, at Silkeborg og Thomsen var blevet enige om at ophæve aftalen.

### Jammerbugt FC
I januar 2017 blev det offentliggjort, at han tiltrådte en stilling som spillende assistenttræner i Jammerbugt FC af et halvt års varighed.

### Skive IK (2017-)
Thomsen vendte i sommeren 2017 tilbage til Skive IK, hvor han også spillede i perioden 2004-2013. Her skrev han under på en toårig aftale, hvor han både skulle agere som spiller og indgå i trænerteamet omkring holdet.